# Gällivare (commune)
La commune de Gällivare (Jällivaara en finnois) est une commune suédoise du comté de Norrbotten. 17 637 personnes y vivent. Son siège se situe à Gällivare. Elle est connue pour être un foyer du Læstadianisme.

## Histoire administrative
La commune rurale de Gällivare est formée en 1874, sur la base de la paroisse préexistante. Des sociétés municipales locales existent, au sein de la commune rurale, à Gällivare de 1893 à 1955 et à Malmberget de 1908 à 1959. La réforme municipale de 1952 qui a lieu en Suède ne touche pas le comté de Norrbotten, dont fait partie Gällivare. Lors de la réforme municipale de 1971, la commune unitaire actuelle succède en revanche à l'ancienne commune rurale.

## Héraldique
Les armoires, qui symbolisent l'élevage du renne et les mines de fer, ont été établies à l'origine en 1948 pour la société municipale de Gällivare. Lors de la dissolution de cette dernière en 1955, elles ont été rétablies par le roi en mai 1956 pour la commune dans son ensemble. Elles ont été enregistrées officiellement auprès du Bureau des brevets et des enregistrements en 1974 conformément aux nouvelles règles sur les armoiries municipales.

## Démographie
L'usage officiel des langues same, meänkieli et du finnois fait d'elle une ville multilingue.

### Évolution de la population
La population de la commune de Gällivare a baissé d'environ 1% par année depuis le début du XXIe siècle.
| Année | Population, |
| ----- | ----------- |
| 1810  | 1 240       |
| 1850  | 1 870       |
| 1900  | 11 745      |
| 1950  | 22 479      |
| 2000  | 20 037      |
| 2015  | 18 123      |

### Localités
La commune de Gällivare compte six localités principales (tätorter) et quatorze localités secondaires (småorter). La population des localités principales était la suivante en 2018:
| Localité         | Population |
| ---------------- | ---------- |
| Gällivare        | 10 402     |
| Malmberget       | 1 570      |
| Koskullskulle    | 1 196      |
| Malmberget östra | 713        |
| Hakkas           | 356        |
| Tjautjas         | 258        |

La population des localités secondaires était la suivante en 2010:
| Localité       | Population |
| -------------- | ---------- |
| Skaulo         | 173        |
| Nilivaara      | 167        |
| Puoltikasvaara | 161        |
| Nattavaara     | 115        |
| Nattavaara by  | 113        |
| Leipojärvi     | 113        |
| Dokkas         | 98         |
| Mettä Dokkas   | 79         |
| Markitta       | 64         |

### Villages samis
Il y a quatre villages samis dans la municipalité de Gällivare, trois villages dans les montagnes et un dans la forêt. Les villages de montagne (Girja, Unna tjerusj et Báste čearru) pratiquent l'élevage de rennes au-dessus de la limite de culture pendant l'été, mais peuvent se déplacer jusqu'à la côte pendant l'hiver. Le village situé dans la forêt a également ses activités en dessous de la limite de culture tout au long de l'année. En mars 2011, trois des villages samis ont formé une société commune de développement commercial, Ávki AB.

## Politique
Les Sociaux-démocrates ont été le plus grand parti lors de toutes les élections qui se sont déroulées à Gällivare et ont obtenu la majorité absolue aux élections communales de 1979, 1994 et 2010.
L'évolution de la composition du conseil communal au cours des dernières élections est la suivante:
| Parti politique                      | 2010 | 2014 | 2018 |
| ------------------------------------ | ---- | ---- | ---- |
| Parti social-démocrate               | 21   | 17   | 15   |
| Modérés                              | 7    | 7    | 7    |
| Parti de gauche                      | 7    | 7    | 5    |
| Démocrates de Suède                  | 1    | 2    | 5    |
| Parti de l'environnement - Les Verts | 1    | 4    | 5    |
| Parti des services de santé          | 2    | 2    | 2    |
| Malmfältens Väl (liste locale)       | 0    | 2    | 2    |
| Total                                | 41   | 41   | 41   |

## Transports
Gällivare est la gare terminus du Inlandsbanan en provenance de Mora, ainsi qu'une gare sur la ligne Malmbanan, avec des trains de nuit vers Stockholm. En dehors de la zone urbaine, il y a un aéroport, l'aéroport de Laponie, avec des liaisons quotidiennes vers diverses villes suédoises.
La municipalité de Gällivare est responsable de trois lignes de bus locales reliant Gällivare, Malmberget et Koskullskulle.

## Tourisme
Il existe différents sites touristiques connues au sein de la commune de Gällivare: le Dundret, le Parc national de Muddus et celui de Stora Sjöfallet et les villages de Kaitum, Nikkaluokta et Ritsem.

## Jumelages
La commune de Gällivare est jumelée avec quatre autres villes:
- Barga (Italie) depuis le 18 juin 2008[15]
- Kirovsk (Russie)
- Kittilä (Finlande)
- Tysfjord (Norvège) depuis le 15 avril 2003[16]

## Personnalités connues de Gällivare
- Jan Boklöv, sauteur à ski.
- Sofia Matsson, lutteuse.
- Thomas Fogdö, skieur alpin.
- Lina Andersson, skieuse de fond.
- Tommy Holmgren, joueur de football.
- Tord Holmgren, joueur de football.
- Petter Granberg, joueur de hockey.
- Isac Lundeström, joueur de hockey.